# Darkshines
Darkshines (ook wel bekend als Alien Funk of Policing The Jackson Funk) is een nummer van de Britse band Muse, afkomstig van hun tweede studioalbum Origin of Symmetry. Het alternatieve rocknummer bevat elementen van Spaanse muziek.
In een interview vermeldde zanger Matthew Bellamy dat het nummer klonk als een combinatie tussen Michael Jackson en de Amerikaanse band Nirvana. Volgens hem gaat het nummer ook "over een mooie meid, een moment om iemand te ontmoeten waar je een connectie mee hebt. Er is iets duisters aan haar. Daarom vraagt het nummer aandacht over waarom we zo worden aangetrokken door duistere dingen."